# قلعه سن پدرو دو لا روکا
قلعه سن پدرو دو لا روکا، قلعه‌ای در ساحل شهر کوبا در سانتیاگو د کوبا است. حدود ۱۰ کیلومتر جنوب غربی مرکز شهر، مشرف به خلیج است.

## تاریخ

### ساخت و سازها
تا سال ۱۷۷۵، ترس از حمله کم‌رنگ شد و قسمت‌هایی از قلعه معروف به راک (لا روکا) و ستاره (لا استرلا) به زندانی برای زندانیان سیاسی تبدیل شدند.

### سایت میراث جهانی
در طول قرن بیستم، صخره در حال فروپاشی بود، اما در دهه ۱۹۶۰ توسط فرانسیسکو پرات پویگ ترمیم شد. این قلعه در سال ۱۹۹۷ توسط یونسکو به عنوان میراث جهانی معرفی شد و از آن به عنوان بهترین و کامل‌ترین نمونه معماری نظامی اسپانیایی و آمریکایی یاد شده‌است.